# 参考电压
参考电压（英語：Voltage reference）是指电路中一个与负载、功率供给、温度漂移、时间等无关，能保持始终恒定的一个电压。参考电压可以被用于电源供应系统的稳压器，模拟数字转换器和数字模拟转换器，以及许多其他测量、控制系统。参考电压的大小在不同的应用中有所不同，例如在一般的计算机电源供应系统里，参考电压误差不大于其标称值附近百分之一至百分之几间，而实验室的参考电压标准则拥有更高的、以百万分率度量的稳定性和精确度。